# 李明仁
李明仁（1947年9月17日—），台灣屏東縣屏東市人，台灣森林學研究者，專長育林學、森林病理學、林木育種學、森林真菌學等學科，現任台灣中華民國國立嘉義大學森林暨自然資源學系專任教授。

## 經歷
他初中和高中畢業於屏東中學（現國立屏東高級中學），在國立台灣大學森林學系取得學士學位（1970年，同年考取乙等經建特考，經建特考是現在地方特考的前身，乙等特考及格相當高考及格）後，服完預備軍官役，考取教育部公費留學美國，在威斯康辛大學森林學研究所取得碩士學位（1972年），在愛達荷大學森林學研究所取得博士學位（1974年）。
1978年從加拿大回到台灣，出任嘉義農業專科學校副教授，1982年升任正教授，擔任副教授期間曾兼嘉義農業專科學校森林科主任1學年，兼嘉義農業專科學校森林科主任並兼分部主任1學期。
升任嘉義農業專科學校正教授後曾兼實習就業輔導室主任、森林科主任、訓導主任、教務主任，1997年7月1日，嘉義農業專科學校改制嘉義技術學院後，歷任教授兼教務長、兼進修部主任。
2000年2月1日，嘉義技術學院與嘉義師範學院合併升格國立嘉義大學後，他出任教授兼副校長。
2005年2月1日起，出任國立嘉義大學教授兼校長。
2008年1月28日奉教育部核定續任，自2008年2月1日起展開第2任任期。
他曾任法國國立農業研究所客座研究員、中華民國考試院高等考試普通考試典試委員、中華民國考試院公務人員升等考試典試委員。
| 教育職務      | 教育職務                                                | 教育職務      |
| ------------- | ------------------------------------------------------- | ------------- |
| 國立嘉義大學  |                                                         |               |
| 前任： 楊國賜 | 國立嘉義大學校長 第三、四任 2005年2月1日－2012年1月31日 | 繼任： 邱義源 |